# Éliminatoires de la Coupe du monde de football 2010, zone Asie, deuxième tour
Cet article donne les résultats des matches du deuxième tour de qualification pour la zone Asie pour la qualification à la Coupe du monde 2010.

## Résultats
| Équipe 1  | Résultat | Équipe 2     | Aller | Retour |
| --------- | -------- | ------------ | ----- | ------ |
| Hong Kong | 0 - 3    | Turkménistan | 0 - 0 | 0 - 3  |
| Indonésie | 1 - 11   | Syrie        | 1 - 4 | 0 - 7  |
| Singapour | 3 - 1    | Tadjikistan  | 2 - 0 | 1 - 1  |
| Yémen     | 1 - 2    | Thaïlande    | 1 - 1 | 0 - 1  |

| Légende                                    |
| ------------------------------------------ |
| Equipes qualifiées pour le troisième tour. |

## Feuilles de match
| 10 novembre 2007 | Hong Kong | 0 – 0 | Turkménistan | Hong Kong Stadium, Hong Kong                  |                                               |
| 14:00 UTC+8      |           |       |              | Spectateurs : 2 823 Arbitrage : Salem Mujghef | Spectateurs : 2 823 Arbitrage : Salem Mujghef |
| 14:00 UTC+8      | Rapport   |       |              | Spectateurs : 2 823 Arbitrage : Salem Mujghef | Spectateurs : 2 823 Arbitrage : Salem Mujghef |

| 18 novembre 2007 | Turkménistan                              | 3 – 0 | Hong Kong | Olympic Stadium (Saparmurat), Achgabat              |                                                     |
| 18:00 UTC+5      | Nasyrov 42e · Bayramov 53e · Mirzoýew 80e |       |           | Spectateurs : 30 000 Arbitrage : Abdullah Al Hilali | Spectateurs : 30 000 Arbitrage : Abdullah Al Hilali |
| 18:00 UTC+5      | Rapport                                   |       |           | Spectateurs : 30 000 Arbitrage : Abdullah Al Hilali | Spectateurs : 30 000 Arbitrage : Abdullah Al Hilali |

Turkménistan s'impose 3-0 sur l'ensemble des deux matchs et se qualifie pour le troisième tour.
| 9 novembre 2007 | Indonésie     | 1 – 4 | Syrie                                               | Bung Karno Stadium, Jakarta                   |                                               |
| 19:30 UTC+7     | Sudarsono 39e |       | Issmael 17e · Al Zeno 34e · Chaabo 43e · Rafe 90+3e | Spectateurs : 35 000 Arbitrage : Mohsen Torky | Spectateurs : 35 000 Arbitrage : Mohsen Torky |
| 19:30 UTC+7     | Rapport       |       |                                                     | Spectateurs : 35 000 Arbitrage : Mohsen Torky | Spectateurs : 35 000 Arbitrage : Mohsen Torky |

| 18 novembre 2007 | Syrie                                                         | 7 – 0 | Indonésie | Abbasiyyin Stadium, Damas                  |                                            |
| 14:00 UTC+2      | Chaabo 40e 44e 87e · Rafe 60e 72e 90e · Al Hussein 81e (pen.) |       |           | Spectateurs : 5 000 Arbitrage : Sun Baojie | Spectateurs : 5 000 Arbitrage : Sun Baojie |
| 14:00 UTC+2      | Rapport                                                       |       |           | Spectateurs : 5 000 Arbitrage : Sun Baojie | Spectateurs : 5 000 Arbitrage : Sun Baojie |

Syrie s'impose 11-1 sur l'ensemble des deux matchs et se qualifie pour le troisième tour.
| 9 novembre 2007 | Singapour     | 2 – 0 | Tadjikistan | Stade national, Singapour                      |                                                |
| 19:30 UTC+8     | Đurić 23e 44e |       |             | Spectateurs : 6 606 Arbitrage : Kwon Jong-chul | Spectateurs : 6 606 Arbitrage : Kwon Jong-chul |
| 19:30 UTC+8     | Rapport       |       |             | Spectateurs : 6 606 Arbitrage : Kwon Jong-chul | Spectateurs : 6 606 Arbitrage : Kwon Jong-chul |

| 18 novembre 2007 | Tadjikistan | 1 – 1 | Singapour | Stade central, Douchanbé                     |                                              |
| 13:00 UTC+5      | Ismailov 2e |       | Shah 25e  | Spectateurs : 21 500 Arbitrage : Mark Shield | Spectateurs : 21 500 Arbitrage : Mark Shield |
| 13:00 UTC+5      | Rapport     |       |           | Spectateurs : 21 500 Arbitrage : Mark Shield | Spectateurs : 21 500 Arbitrage : Mark Shield |

Singapour s'impose 3-1 sur l'ensemble des deux matchs et se qualifie pour le troisième tour.
| 9 novembre 2007 | Yémen       | 1 – 1 | Thaïlande      | Ali Muhsin Al-Muriasi Stadium, Sana'a             |                                                   |
| 16:15 UTC+3     | Al Nono 43e |       | Chaikamdee 35e | Spectateurs : 12 000 Arbitrage : Khalil Al Ghamdi | Spectateurs : 12 000 Arbitrage : Khalil Al Ghamdi |
| 16:15 UTC+3     | Rapport     |       |                | Spectateurs : 12 000 Arbitrage : Khalil Al Ghamdi | Spectateurs : 12 000 Arbitrage : Khalil Al Ghamdi |

| 18 novembre 2007 | Thaïlande      | 1 – 0 | Yémen | Stade Suphachalasai, Bangkok                        |                                                     |
| 17:00 UTC+7      | Chaikamdee 16e |       |       | Spectateurs : 29 000 Arbitrage : Kazuhiko Matsumura | Spectateurs : 29 000 Arbitrage : Kazuhiko Matsumura |
| 17:00 UTC+7      | Rapport        |       |       | Spectateurs : 29 000 Arbitrage : Kazuhiko Matsumura | Spectateurs : 29 000 Arbitrage : Kazuhiko Matsumura |

Thaïlande s'impose 2-1 sur l'ensemble des deux matchs et se qualifie pour le troisième tour.